# Organo-dynamische Theorie
Die organo-dynamische Theorie wurde 1936 von Henri Ey (1900–1977) entwickelt. Sie dient vor allem dem Verständnis komplexer psychiatrischer bzw. seelischer Störungen wie etwa dem Verständnis von Halluzinationen. Sie dient allerdings auch dem Verständnis funktioneller, rein physiologischer Zusammenhänge wie etwa der Ausprägung von Persönlichkeitszügen oder des Schlafwachrhythmus und lässt damit die Grenze zwischen krankhafter und gesunder Befindlichkeit unscharf erscheinen.
Dieses Verständnis wird aufgrund der Annahme einfacher neurologischer bzw. organischer Störungsmuster möglich (Organogenese). Es bleibt offen, ob es sich dabei um eine schwere und irreversible organische Schädigung bzw. um einen Defekt handelt oder ob nur eine leichte funktionelle Störung eher psychogener Art vorliegt. In jedem Falle sind nach Ey die grundlegenden organischen Funktionen mit betroffen. Damit ist diese Theorie sowohl in neurologischer als auch in psychiatrischer, aber insbesondere auch in psychoanalytischer Hinsicht anwendbar. Ey vertrat damit die Auffassung, dass die komplexen Funktionen des Organismus hierarchisch aufgebaut sind. Sie sind das Resultat einer Entwicklung aus einfacheren Leistungen.
Damit schloss er sich den ursprünglich evolutionistischen Theorien von Herbert Spencer (1820–1903) an. Dieser vertrat die Auffassung, dass der Verlust zentralnervöser Leistungen in umgekehrter Reihenfolge verläuft, wie sie im Zuge der Evolution aufgebaut wurden.

## Ursprung der Theorie
Die organo-dynamische Theorie von Henri Ey war direkt angeregt und vermittelt von der Lehre des englischen Neurologen John Hughlings Jackson (1835–1911). Orientiert an genannter Philosophie von Herbert Spencer der Evolution und Dissolution (Auflösung) von Strukturen (Gebilden) und Funktionen, vertrat Jackson die Auffassung, dass die höher organisierten und komplexen Tätigkeiten bei einem Verlust neurologischer Strukturen zuerst in Mitleidenschaft gezogen werden. Die hierarchisch höheren Funktionen, die auf eine einander zugeordnete und zuverlässig strukturierte Arbeit der niederen Funktionen angewiesen sind, würden also zuerst verloren gehen, die entwicklungsgeschichtlich älteren und einfacheren Funktionen am längsten erhalten bleiben. Die Übertragung dieser neurophysiologischen Theorien auf psychologische und psychopathologische Sachverhalte erfolgte auch durch Théodule Ribot (1839–1916). Das Ribotsche Gesetz ist noch heute bekannt. Henri Ey übernahm die Lehre des Psychodynamismus von seinem Lehrer Henri Claude (1869–1945).
Bei der Aufstellung seiner Theorie geriet Henri Ey in Widerspruch zur neurologischen Lokalisationslehre, wie sie insbesondere von Paul Broca (1824–1880) vertreten wurde. Da dieser Gegensatz jedoch keinen Absolutheitsanspruch einer Seite begründen kann, bleibt die Theorie von Jackson vor allem für allgemeine, nicht scharf lokalisierbare Noxen weiter gültig. Eine Antwort auf die Einwände z. T. präzis lokalisierbarer neurologischer Störungen einerseits bzw. durch untergeordnete Zentren im Sinne der Plussymptomatik weiter fortgeleiteter Lokalisationen andererseits stellt das Modell der Diaschisis von Constantin von Monakow (1853–1930) dar. Es kann als eine Fortsetzung des Gedankens der entwicklungsbedingten Gliederung des Zentralnervensystems aufgefasst werden.
Jackson stand selbst in Kontakt zu Sigmund Freud. Während Freud jedoch die Neurologie nahezu aufgab, um sich ganz den psychogenen Fragestellungen zu widmen, forderte Henri Ey dazu auf, die Psychiatrie mit der Neurologie ganz zu verbinden, um dem Freudianismus eine ausreichend solide Grundlage zu bieten. Die Psychoanalyse sollte das ganze Erbe der Psychiatrie antreten, da er sie als einen Zweig der dynamischen Psychiatrie ansah.
Henri Ey kam mit dieser Forderung in Konflikt mit der Konstitutionslehre, wie sie aus der französischen und deutschen Tradition hervorgegangen war. Ausgehend von der Forderung einer Verbindung dieser Fachgebiete lehnte er in den 1960er Jahren auch die Prinzipien der Antipsychiatrie ab und stellte sich ebenso gegen die Thesen von Michel Foucault.

## Eine praktische Anwendung auf die Schizophrenie
Henri Ey befasste sich mit der bei schizophrenen Psychosen bekannten Symptomatologie der Halluzinationen. Dabei ist festzustellen, dass er im Gegensatz zu den perzeptualistischen klassischen Konzepten der gegenstandslosen Wahrnehmung, wie sie etwa von Karl Jaspers (1883–1969) vertreten wird, mit Pierre Janet (1859–1947) und Karl Ludwig Kahlbaum (1828–1899) gemeinsam ein Vertreter der sensualistischen bzw. intellektualistischen Theorie der Wahrnehmung war, die von einer Störung des Urteilens ausgeht. Das komplexe Urteilsvermögen ist durch den Verlust der stabilen nervösen Ordnung bzw. ihrer strukturierten Funktionen gestört. Diese Störung ist jedoch auch nach der Objektbeziehungstheorie verständlich. Das Erlebnis der Halluzination wird vom Betroffenen als ein Ersatz für den Mangel an frühkindlichen Beziehungsobjekten empfunden. Auch Freud fasste Halluzinationen als regressive Phänomene auf. Sie dienen den unterschiedlichsten Funktionen wie Wunscherfüllung, Abwehr oder Kompromisslösung.

## Eine physiologische Anwendung der Theorie
Die organo-dynamische Theorie von Henri Ey führte ihn zu der Unterscheidung von positiven und negativen Symptomen. Diese Unterscheidung, die sich später als Plussymptomatik und Minussymptomatik in der psychiatrischen Nomenklatur durchgesetzt hat, beruhte auf der Annahme, dass die entwicklungsgeschichtlich höheren Hirnanteile nach dem Modell von Ross und Reiter die niedrigeren steuern bzw. kontrollieren. Fällt nun ein höheres Zentrum aus, so betätigen sich die niedrigeren Zentren in eigengesetzlicher Art und Weise. Eine Anwendung dieser Auffassungen stellt die Beobachtung unterschiedlicher Schlafstadien und das aktive Traumgeschehen dar. Sie sind als positive Seiten einer verminderten Vigilanz anzusehen. Diese Verminderung der Vigilanz kann dementsprechend auch als negativer Aspekt in Form von quantitativen Bewusstseinsstörungen höherer Zentren aufgefasst werden. Die in diesem Fall physiologische Regression der höheren Funktionen bedingt eine Aktivitätssteigerung der niedrigeren Funktionen.

## Geschichte der Psychiatrie
Mit Henri Ey und seiner organo-dynamischen Lehre wiederholt sich eine Tradition, die in Südfrankreich schon lange bekannt war. Die dynamischen Gesichtspunkte des Zusammenwirkens von Grundkräften und Einzelkräften war z. B. auch ein Gegenstand der vitalistischen Theorien der Schule von Montpellier im ausgehenden 18. Jahrhundert und zu Beginn des 19. Jahrhunderts. Die dynamische Theoriebildung war eine typische Leistung der Romantischen Medizin.